# Liste der Bodendenkmäler in Sonsbeck
Die Liste der Bodendenkmäler in Sonsbeck enthält die denkmalgeschützten unterirdischen baulichen Anlagen, Reste oberirdischer baulicher Anlagen, Zeugnisse tierischen und pflanzlichen Lebens und paläontologischen Reste auf dem Gebiet der Gemeinde Sonsbeck im Kreis Wesel in Nordrhein-Westfalen (Stand: Juni 2015). Diese Bodendenkmäler sind in Teil B der Denkmalliste der Gemeinde Sonsbeck eingetragen; Grundlage für die Aufnahme ist das Denkmalschutzgesetz Nordrhein-Westfalen (DSchG NRW).
| Bild | Bezeichnung               | Lage                               | Beschreibung | Bauzeit | Eingetragen seit | Denkmal- nummer |
| ---- | ------------------------- | ---------------------------------- | ------------ | ------- | ---------------- | --------------- |
|      | Landwehr                  | Sonsbeck westlich der Heckstraße   |              |         |                  |                 |
|      | Landwehr                  | Sonsbeck Plooheidegraben           |              |         |                  |                 |
|      | Landwehr                  | Sonsbeck an der Kapellschen Straße |              |         |                  |                 |
|      | Dassendaler Weg, Hohlweg  | Labbeck                            |              |         |                  |                 |
|      | Mittelalterliche Landwehr | Sonsbeck Winkelscher Busch         |              |         |                  |                 |